# Inmigración ucraniana en Rusia
La inmigración ucraniana en Rusia se refiere a las personas de Ucrania que emigran a la Federación de Rusia. Los ucranianos conforman el tercer grupo étnico de Rusia, tras los rusos étnicos y los tártaros, con casi dos millones de habitantes. Se asientan principalmente en Kubán, Moscú, San Petersburgo y diversas regiones de Siberia y del Extremo Oriente ruso.

## Estadísticas
En febrero de 2009 se estimaron alrededor de 3,5 millones de ciudadanos ucranianos trabajando en la Federación de Rusia, sobre todo en Moscú y en la industria de la construcción.
Hacia el censo de 2002, Moscú contaba con 253.644 ucranianos. La región de Kubán (el krai de Krasnodar), con 151.788. San Petersburgo, con 87.119. Históricamente, la antigua capital del Imperio Ruso recibió miles de ucranianos llevados por Iván Mazepa, bajo las órdenes de Pedro I, falleciendo en una escala masiva. El krai de Primorie, con 94.058. El Óblast de Omsk, con 77.884. El asentamiento ucraniano en esta última región es llamado Siry Klyn.
En el caso de la República de Crimea, anexionada a Rusia en marzo de 2014 junto con Sebastopol y no reconocido por Ucrania y la mayor parte de la comunidad internacional, el 24 % de la población es ucraniana y su idioma fue declarado oficial junto al ruso y el idioma tártaro de Crimea.
| Año del censo | Número de ucranianos | Porcentaje (%) |
| ------------- | -------------------- | -------------- |
| 1926          | 6.871.194            | 7,41           |
| 1939          | 3.359.184            | 3,07           |
| 1959          | 3.359.083            | 2,86           |
| 1970          | 3.345.885            | 2,57           |
| 1979          | 3.657.647            | 2,66           |
| 1989          | 4.362.872            | 2,97           |
| 2002          | 2.942.961            | 2,03           |
| 2010          | 1.927.988            | 1,40           |

|                                                              |
| Número y porcentaje de ucranianos en la RSS de Rusia en 1926 |

|                                                                  |
| Porcentaje de ucranianos en todos los distritos de Rusia en 2010 |

|                                                                                                   |
| Porcentaje de ucranianos por cada sujeto federal: 0-0.1% 0.1-0.3% 0.3-0.5% 0.5-1% 1-3% 3-5% 5-10% |

|                                                               |
| Áreas donde los ucranianos son el segundo grupo étnico (2010) |

## Cultura

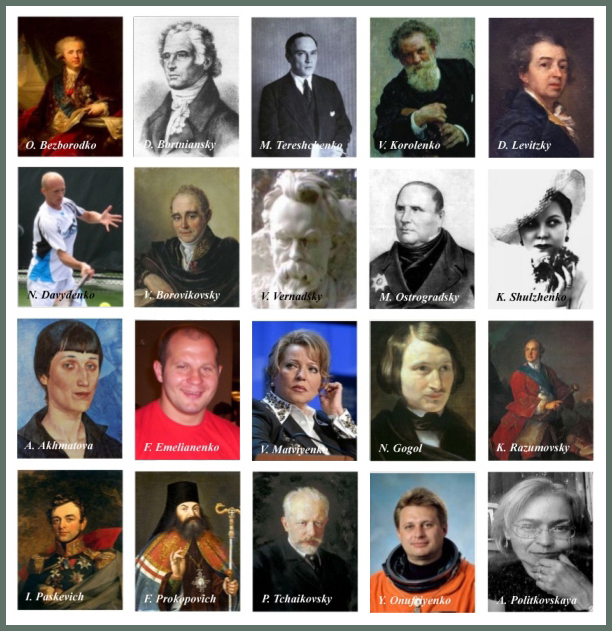
Ucranianos en Rusia.

### Religión
La gran mayoría de los ucranianos en Rusia son adherentes de la Iglesia Ortodoxa Rusa.
Recientemente, la creciente población migrante de Galitzia han tenido éxito en el establecimiento de algunas iglesias católicas ucranianas, y hay varias iglesias que pertenecen a la iglesia ortodoxa ucraniana - Patriarcado de Kiev. También hay un solo edificio de la iglesia greco-católica ucraniana en toda Rusia. Algunos afirman que la burocracia rusa respecto a la religión ha obstaculizado la expansión de los grupos anteriores.

### Idiomas
La mayoría de los ucranianos en Rusia hablan principalmente ruso. De acuerdo con Volodymyr Yelchenko, ex Embajador de Ucrania en la Federación de Rusia, no había escuelas estatales en Rusia con un programa de asignaturas escolares de enseñanza en la lengua ucraniana en agosto de 2010; él consideraba la «corrección de esta situación» como una de sus principales tareas prioritarias. Tras la anexión de Crimea y Sebastopol, el ucraniano fue declarado idioma oficial en dichos territorios.

## Refugiados ucranianos
Debido a la guerra en el Donbáss de 2014, en Rusia llegaron más de 830.000 refugiados ucranianos. En la región de Rostov del Don se alojaron más de 39.000, de los cuales 1.314 residen en centros de acogida provisional y los demás en casas de familiares y de habitantes del óblast de Rostov.
El gobierno de Rusia desplegó más de 200 puntos de recepción temporal de refugiados, en los que el 20 de junio de 2014 había 9 700 personas, incluyendo 5 300 niños. Alrededor de 12 000 permanecían en los domicilios de sus familiares y conocidos. Alrededor de esta fecha solo al óblast de Rostov llegaban unos 10 000 ucranianos diariamente, sumando a los 400 000 ucranianos que llegaron y permanecieron en Rusia desde principios de 2014, principalmente desde marzo. 1 000 personas solicitaron el estatus de refugiado, y 6 000 solicitaron refugio temporal por causas humanitarias. Otros refugiados de Lugansk se han dirigido a Rusia durante la tregua declarada el 23 de junio y efectiva hasta el 27.
El 4 de julio, el vice primer ministro de Rusia, Dmitri Kozak, cifró en 100 000 el número de peticiones del estatus de refugiado por parte de los desplazados ucranianos. El número de ciudadanos ucranianos residentes en Rusia era de 1,9 millones de personas, comparado con 1,1 millones en las mismas fechas del año 2013.